# Municipio de Heth (Indiana)
El municipio de Heth (en inglés: Heth Township) es un municipio ubicado en el condado de Harrison en el estado estadounidense de Indiana. En el año 2010 tenía una población de 1278 habitantes y una densidad poblacional de 14,37 personas por km².

## Geografía
El municipio de Heth se encuentra ubicado en las coordenadas 38°3′50″N 86°9′55″O / 38.06389, -86.16528. Según la Oficina del Censo de los Estados Unidos, el municipio tiene una superficie total de 88.96 km², de la cual 87,07 km² corresponden a tierra firme y (2,11 %) 1,88 km² es agua.

## Demografía
Según el censo de 2010, había 1278 personas residiendo en el municipio de Heth. La densidad de población era de 14,37 hab./km². De los 1278 habitantes, el municipio de Heth estaba compuesto por el 97,1 % blancos, el 0,47 % eran afroamericanos, el 0,16 % eran amerindios, el 0,23 % eran asiáticos, el 0,94 % eran de otras razas y el 1,1 % eran de una mezcla de razas. Del total de la población el 1,41 % eran hispanos o latinos de cualquier raza.